# Guyanancistrus
Genre
Guyanancistrus est un genre de poissons-chats de la famille des Loricariidae.

## Taxinomie
Le genre est décrit par l'ichtyologiste Isaäc J.H. Isbrücker en 2001, et son nom est la contraction de « Guyane » et du nom de genre Ancistrus.
En 2018, huit espèces sont reconnues, :
- Guyanancistrus brevispinis (Heitmans, Nijssen & Isbrücker, 1983)
- Guyanancistrus brownsbergensis Mol, Fisch-Muller & Covain, 2018
- Guyanancistrus longispinis (Heitmans, Nijssen & Isbrücker, 1983) — Guyanancistrus à longues épines
- Guyanancistrus megastictus Fisch-Muller, Mol & Covain, 2018
- Guyanancistrus nassauensis Mol, Fisch-Muller & Covain, 2018
- Guyanancistrus niger (Norman, 1926) — Guyanancistrus noir
- Guyanancistrus tenuis Fisch-Muller, Mol & Covain, 2018
- Guyanancistrus teretirostris Fisch-Muller, Mol & Covain, 2018